# 언덕의 종은 울려도
언덕의 종은 울려도는 한국에서 제작된 김홍 감독의 1959년 영화이다. 임만섭 등이 주연으로 출연하였고 김영창 등이 제작에 참여하였다.

## 출연

### 주연
- 임만섭
- 김정임
- 성나미
- 이해랑

## 제작진
- 조명: 이인식
- 녹음: 이경순
- 미술: 홍성칠